# Hi ha un bruixot a Xampinyac
Hi ha un bruixot a Xampinyac (títol original francès: Il y a un sorcier à Champignac) és el segon àlbum d'Espirú i Fantàstic, amb dibuix de André Franquin i guió de Henri Gillain. L'obra va ser serialitzada setmanalment en la revista belga Spirou d'octubre de 1950 a maig de 1951, abans de ser publicada en un volum recopilat per Dupuis el novembre de 1951.
Considerada la primera història llarga de la sèrie, la trama narra els fenòmens estranys que Espirú i Fantàstic afronten en visitar el poble de Xampinyac.

## Sinopsi

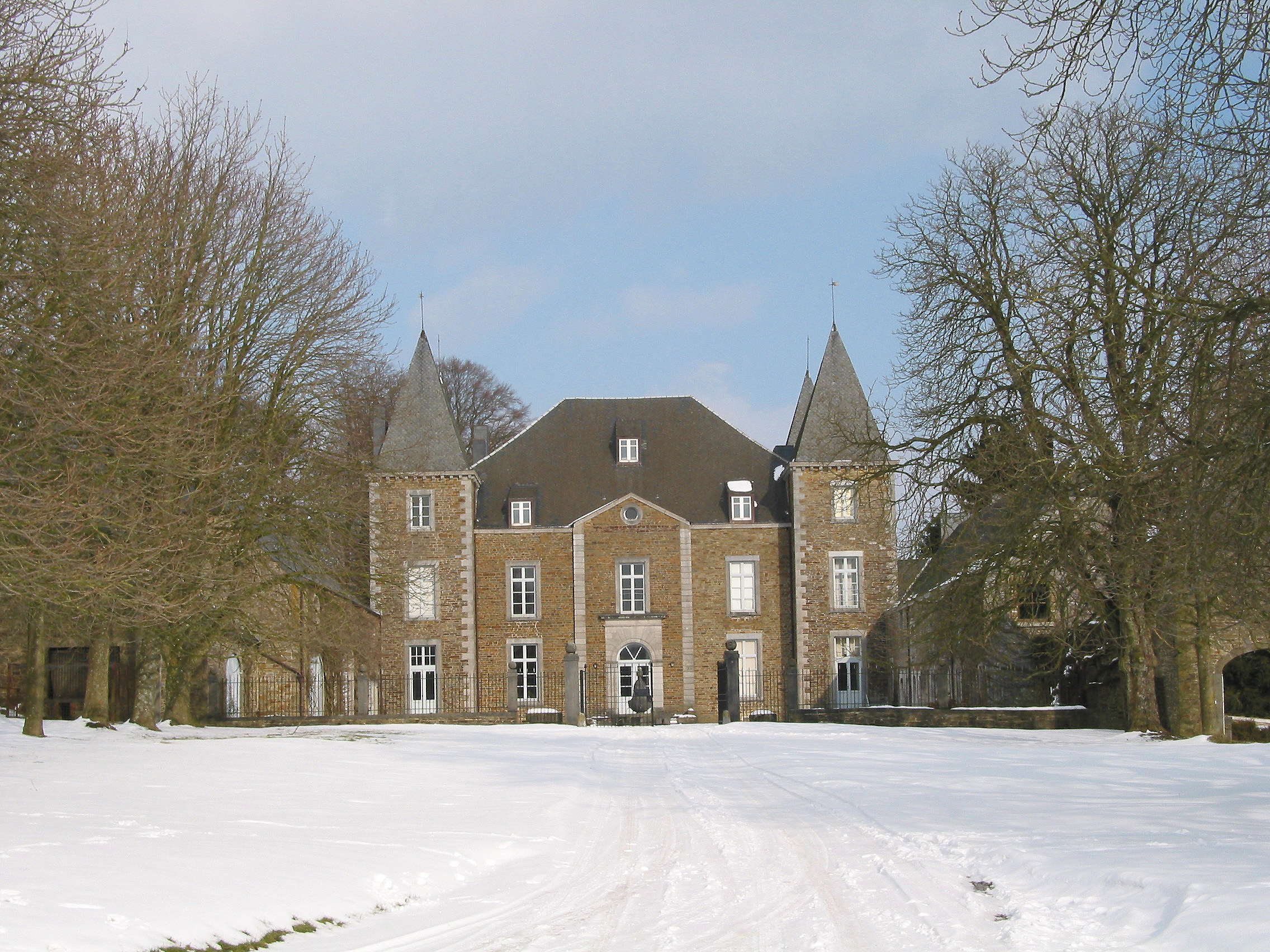
El castell de Skeuvre va inspirar la residència del Comte de Xampinyac.

Espirú i Fantàstic es disposen a passar uns dies d'acampada en Xampinyac, però en arribar allí descobreixen que al poble succeeixen una sèrie de fenòmens estranys: els animals canvien de color i grandària, les vaques donen llet enverinada, i no deixen d'aparèixer bolets pel sòl. L'alcalde de Xampinyac creu que tot és obra d'un bruixot i els veïns acusen sense proves a un gitano que viu en una caravana, així que Espirú i Fantàstic decideixen investigar el succeït. Durant una nit, Fantàstic desapareix i Espirú segueix el rastre de bolets que ha deixat fins a arribar al castell del poble. Allí descobreix que el bruixot no és una altra persona que el comte de Xampinyac, un vell i afable micòleg que vol ajudar a la societat, si bé els seus experiments han alterat la pau del poble. El comte ha creat un compost químic, anomenat «X1», que atorga força sobrehumana a qui li se l'injecti, i s'ha emportat a l'amic de Espirú per a usar-li com a subjecte de prova. A pesar que l'experiment funciona i Fantàstic es torna més fort, els efectes duren poc i quan la seva pell es torna fosforescent recupera la normalitat. Després d'aquest succés, el comte es disculpa davant l'alcalde i es compromet a pagar els danys ocasionats.
Unes setmanes més tard, Espirú i Fantàstic tornen a la ciutat i descobreixen per la premsa que un septuagenari està batent plusmarques mundials en tots els esports, la qual cosa els porta de nou al comte de Xampinyac. Després de veure'l en acció, el científic els explica que s'ha injectat el «X1» per a guanyar diners en les competicions, i pretén explicar els seus descobriments a l'Acadèmia de Ciències. En el seu maletí guarda dos flascons: un amb «X1» i un altre amb la nova substància «X2», que fa envellir setanta anys en una hora. No obstant això, un delinqüent anomenat Hèrcules escolta la conversa i acaba robant el maletí. El lladre convenç als seus caps, els mafiosos Valentino i Narcís, perquè s'injectin el «X2» fent-los creure que així guanyaran súperforça, mentre ell acaba usant el «X1» per a cometre malifetes.
Després d'interrogar a uns envellits Valentino i Narcís, el comte revela que els efectes del «X1» duren només 36 hores, per la qual cosa Espirú i Fantàsic segueixen a Hèrcules fins a detenir-lo quan aquest perd els poders. La història acaba amb la tornada del comte a Champiñac, qui s'ha emportat a Valentino i Narcís per a injectar-los una substància rejovenidora però ha excedit les dosis i els ha convertit en nens.

## Context
Franquin havia assumit l'autoria de Spirou i Fantasio al 1946 com reemplaçament de Jijé, que havia deixat Le Journal de Spirou per a treballar en altres projectes. Fins aquell moment havia publicat diverses històries curtes, recopilades en l'àlbum 4 aventures d'Espirú i Fantàstic (1950), però no trobava idees per a una nova obra i va haver de demanar ajuda al seu mentor. Jijé li va recomanar treballar amb un guionista i li va presentar al seu germà gran, Henri Gillain, un professor que havia publicat fulletons en diverses revistes de Dupuis. Després de les anteriors aventures a la ciutat i al salvatge oest, a Franquin li van venir ganes de fer una història ambientada al camp. Henri va prometre a Franquin que intentaria escriure una història així. Mentre supervisava els exàmens, va veure una imatge d'un bolet a la paret i va tenir la idea de fer una història de bolets màgics. Per al poble rural, va basar els seus records d'infantesa de vacances amb el seu avi a Corbion (Bouillon, província de Luxemburg). Va anotar la història en un quadern i així va posar les bases del poble rural fictici Rommelgem, que més tard es va convertir en el lloc on es van situar diverses vegades les històries d'Espirú i Fantàstic. També va inventar el nom francès del poble, Xampinyac (Champignac a l'original, una referència a la paraula francesa per a bolets, Xampingon. Franquin va agafar la història d'Henri, però va haver d'escurçar-la; Franquin hi va trobar material suficient per a tres guions. Henri Gillain va utilitzar com a pseudònim "Jean Darc", perquè la combinació de la professió de professor amb la de dibuixant de còmics no era apreciada en aquell moment. La seva col·laboració es va limitar a aquest àlbum.

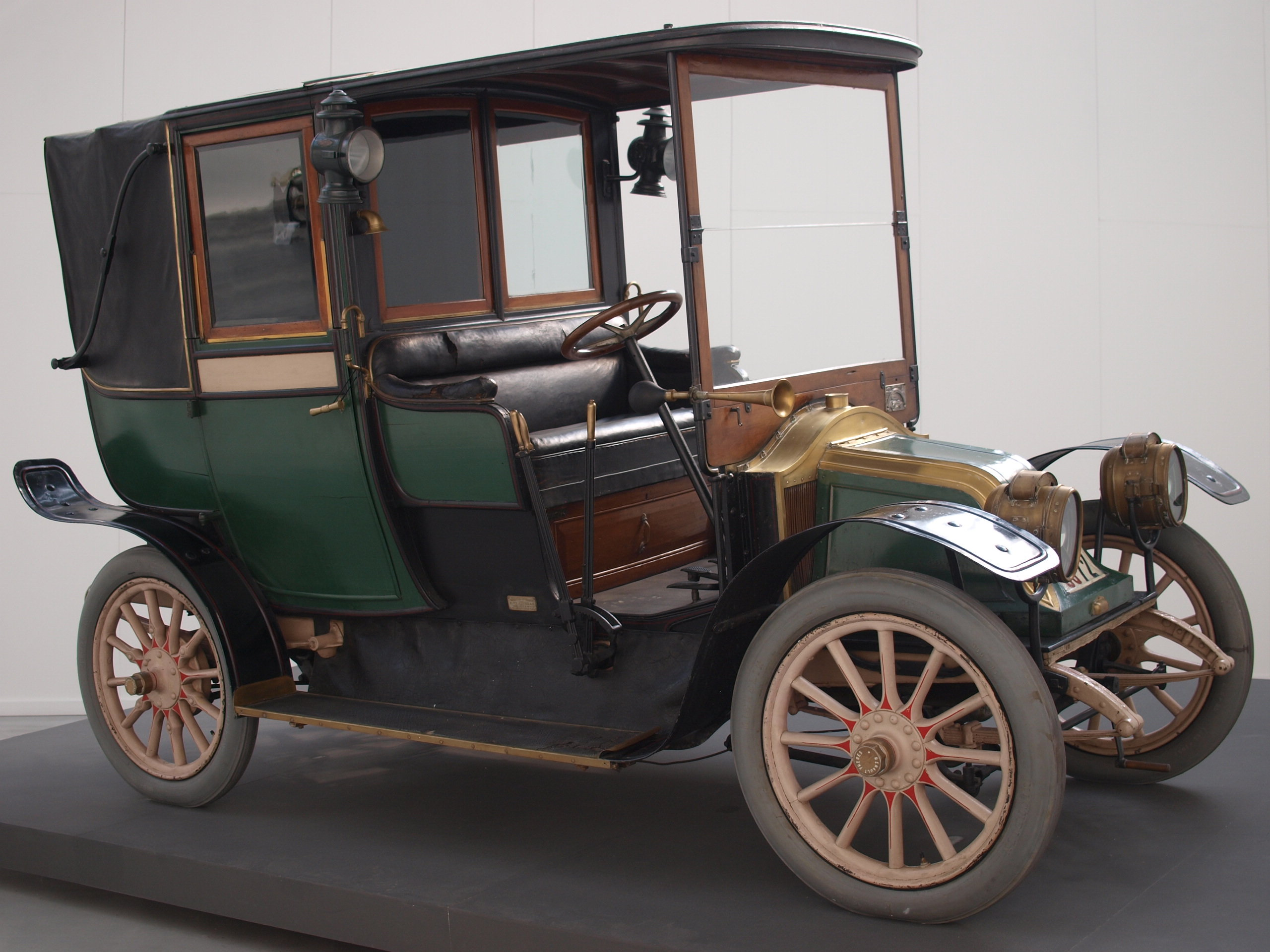
Renault AG, en què es basa l'automòbil del comte de Xampinyac.

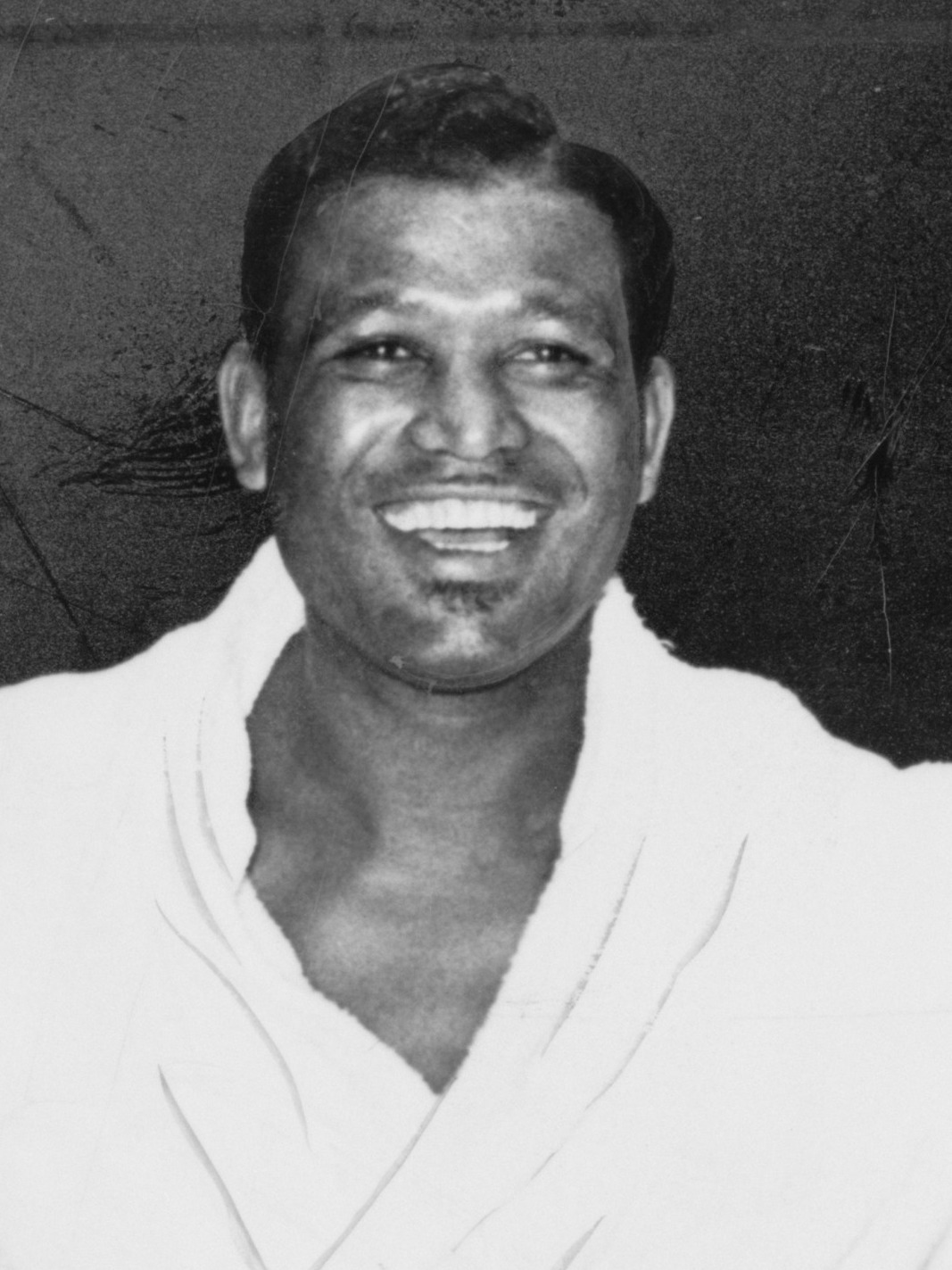
Sugar Ray Robinson model per Reg Cougar Bangbingson.

L'àlbum reflecteix canvis en el dibuix de Franquin. Si les obres recopilades en 4 aventures de Espirú i Fantàstic eren semblants a les de Jijé, Hi ha un bruixot a Xampinyac desenvolupa un estil més humorístic, dinàmic i caricaturesc sobre el qual establiria les bases del seu treball, dins de la coneguda com a «Escola de Marcinelle». Un altre aspecte important va ser la introducció de personatges secundaris que més tard serien recurrents. El més important de tots és el comte de Xampinyac, presentat com un micòleg benintencionat els experiments del qual solen causar problemes. També apareixen per primera vegada l'alcalde de Xampinyac i el secretari Duplumier. Franquin va basar la retòrica de l'alcalde en la revista d'humor francesa L'Os à moelle de Pierre Dac, que hi escrivia textos absurds, i en el personatge Joseph Prudhomme de l'escriptor Henri Monnier.
Per documentar-se davant d'un poble, Franquin va fer fotos en Laon francès. A Franquin li agradava l'"estil provincial francès" que creia que hi predominava. L'elecció d'un poble francès es va inspirar una mica en la política de l'editorial Dupuis. L'editorial no es volia limitar al mercat belga i es centrava en el mercat francès. És per això que la companyia va demanar als seus artistes que no dibuixessin massa "belga". Malgrat això, Franquin també va incorporar característiques locals. Per exemple, apareixen els agents típics de Brussel·les d'aquella època, amb capes negres i cascs i bastons blancs. Una altra característica de Brussel·les és el parc d'escultures de la història. Es basa en el Parc de Brussel·les. Franquin no estava convençut que una història forta en un entorn de Brussel·les s'hagués de vendre malament.
A la història, una de les estàtues del parc acaba en un patinet. Franquin va dibuixar la imatge a partir d'una imatge del Petit Larousse. Representa Mercuri, que tenia com única peça una fulla de raïm. Dupuis va tornar el dibuix amb la petició de vestir-lo. Una altra intervenció de Dupuis es refereix a la roba de Espirú. A la segona planxa va amb pantalons curts, però Dupuis va preferir veure'l amb el seu uniforme familiar. Més endavant a la història, es torna a posar els pantalons llargs.
Per al castell de Rommelgem, d'estil Lluís XIII, Franquin es va basar en el castell de Skreuve a Natoye (Hamois, província de Namur), que va dir que coneixia gràcies al seu sogre, que tenia un amic a prop. Segons el propietari posterior, Franquin només havia vist l'edifici en aquell moment a les fotos que la seva dona havia fet quan era nen. Franquin es va fer càrrec dels defectes de l'edifici que va veure a les fotos. Els ocupants alemanys van ocupar el castell durant la Segona Guerra Mundial. Durant l'alliberament van fugir i van fer explotar l'edifici. Després es van tapiar unes finestres, que es poden veure en els dibuixos. També es van copiar amb precisió les portes de la dependència.
El cotxe que condueix el comte a la història és un Renault AG 1, un model conegut dels Taxis de la Marne.
A la història, el comte de Rommelgem entra en un combat de boxa contra un tal Reg Cougar Bangbingson. Aquest boxejador es basa en Sugar Ray Robinson, un dels boxejadors més famosos del segle xx.

## Publicació
La serialització de la història va començar el 19 d'octubre de 1950, en el núm. 653 de la revista Spirou, i va anar publicant-se per lliuraments setmanals fins al 31 de maig de 1951, corresponent al núm. 685. A diferència d'obres anteriors del botons, Hi ha un bruixot a Xampinyac és valorada com la primera història llarga de la sèrie i introdueix un univers complex de personatges que va quedar ampliat a Espirú i els hereus (1953). La primera edició de l'àlbum va sortir a la venda el 17 de novembre de 1951 i compta amb 57 pàgines dibuixades, poc abans que Dupuis establís l'estàndard de 64 pàgines per a les històries llargues.
Va ser publicat en català el 1993 per Grijalbo en el seu segell Ediciones Júnior. Tot i que la sèrie es va traduir al català des de 1964, molt abans que en castellà, aquest número es va traduir primer en aquesta llengua: Hay un brujo en Champiñac (1980). També s'ha publicat en anglès amb el títol de The Wizard of Culdesac (2007) per Euro Books, en portugués O Feiticeiro de Vila Nova de Milfungos (1967) per Editora Camarada i com O Feiticeiro de Talmourol (1981) i O Feiticeiro de Champignac (2007) i en suec Trollkarlen i Champignac, per Carlsen Comics (1979).